# Vésigneul-sur-Marne
Vésigneul-sur-Marne är en kommun i departementet Marne i regionen Grand Est (tidigare regionen Champagne-Ardenne) i nordöstra Frankrike. Kommunen ligger i kantonen Marson som tillhör arrondissementet Châlons-en-Champagne. År 2022 hade Vésigneul-sur-Marne 236 invånare.

## Befolkningsutveckling
Antalet invånare i kommunen Vésigneul-sur-Marne
| Referens: INSEE |